# Fußballländerspiel Deutsche Demokratische Republik – Bundesrepublik Deutschland 1974

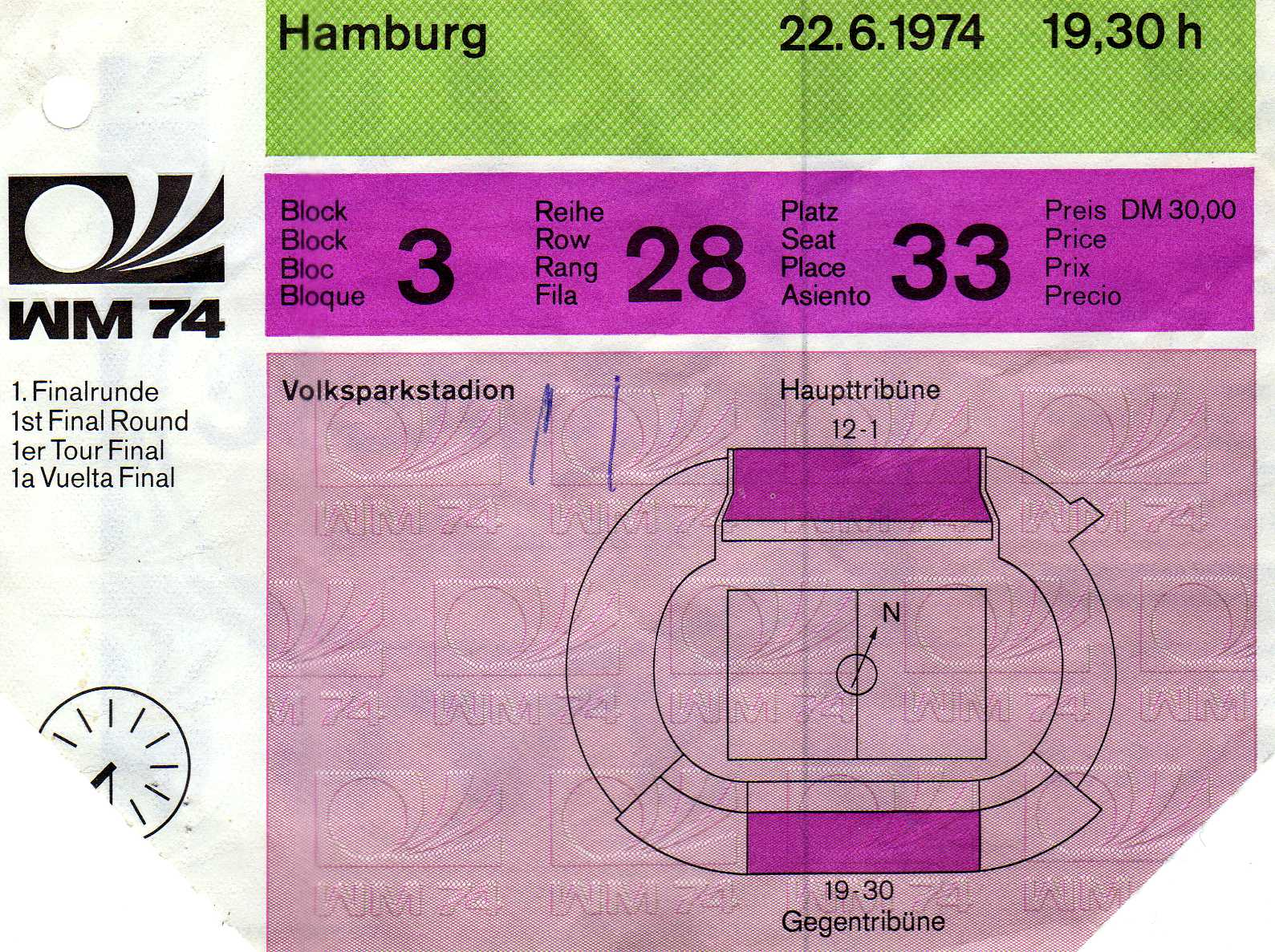
Eintrittskarte zum Spiel

Das Fußballländerspiel Deutsche Demokratische Republik gegen die Bundesrepublik Deutschland fand im Rahmen der Vorrunde der Fußball-Weltmeisterschaft 1974 am 22. Juni 1974 im Hamburger Volksparkstadion statt. Die Mannschaft der DDR gewann die Partie überraschend mit 1:0 durch ein Tor von Jürgen Sparwasser. Es war das einzige Aufeinandertreffen beider deutscher A-Nationalmannschaften, schon zuvor hatte es aber mehrere Aufeinandertreffen der ostdeutschen Olympiaauswahl und der westdeutschen Amateur-Nationalmannschaft gegeben.

## Vorgeschichte
| Pl. | Land           | Sp. | S | U | N | Tore    | Diff. | Punkte |
| --- | -------------- | --- | - | - | - | ------- | ----- | ------ |
| 1.  | BR Deutschland | 2   | 2 | 0 | 0 | 004:000 | +4    | 04:0   |
| 2.  | DDR            | 2   | 1 | 1 | 0 | 003:100 | +2    | 03:10  |
| 3.  | Chile          | 3   | 0 | 2 | 1 | 001:200 | −1    | 02:40  |
| 4.  | Australien     | 3   | 0 | 1 | 2 | 000:500 | −5    | 01:50  |

Die Auswahl der DDR qualifizierte sich 1974 zum einzigen Mal für eine Fußball-WM-Endrunde. Bei der Auslosung der Finalrunde am 5. Januar 1974 wurde die DDR dem Gastgeber Bundesrepublik Deutschland in Gruppe I zugeteilt, wodurch es in der Vorrunde zur ersten Länderspielbegegnung der beiden deutschen A-Nationalmannschaften kam. Nach dem Gewinn der Bronzemedaille bei den Olympischen Spielen 1972 durch die mit der DDR-Nationalelf identischen Olympiaauswahl gab Georg Buschner als erster Nationaltrainer öffentlich die Qualifikation für die WM als neues höchstes Ziel aus. Damit widersprach er erneut den Vorstellungen vieler Funktionäre, denen Erfolge gegen Amateurnationalteams aus dem Westen wichtiger als Erfahrungen gegen die besten Nationalmannschaften der Welt waren. Solche Erfahrungen waren jedoch nach Buschners Meinung das Einzige, was die Mannschaft wirklich weiterbringen konnte.

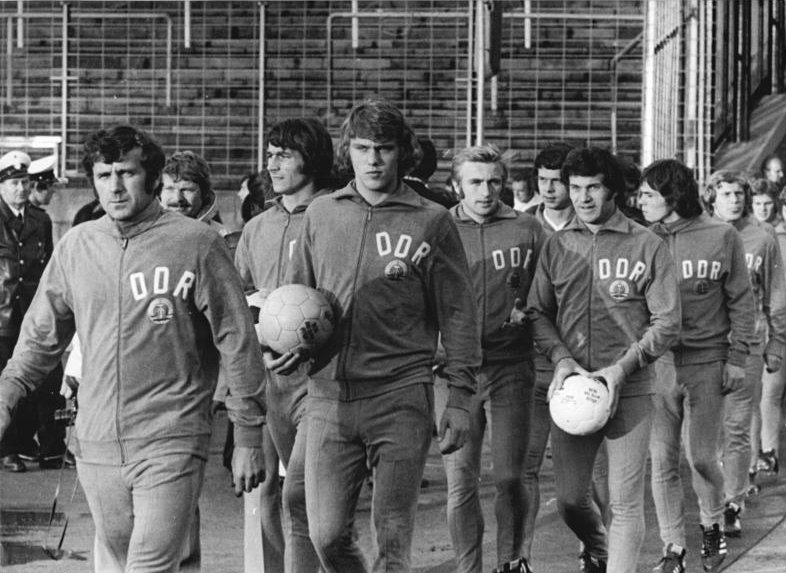
Die DDR-Auswahl beim Training in Hamburg

Die DDR startete mit einem 2:0 gegen Australien und dem 1:1 gegen Chile in das Turnier. Die bundesdeutsche Nationalmannschaft hatte einen schwachen WM-Auftakt: Das Eröffnungsspiel gegen Chile, das sich als unerwartet starker Gegner mit kompakter Abwehr präsentierte, wurde mit 1:0 gewonnen, erfüllte die hochgesteckten Erwartungen der Gastgeber jedoch nicht. Auch gegen Außenseiter Australien kam man lediglich zu einem mühevollen 3:0. Dadurch hatte die Mannschaft von Bundestrainer Helmut Schön aber vorzeitig die Qualifikation für die zweite Finalrunde geschafft.
Durch das torlose Unentschieden zwischen Australien und Chile in Berlin – am letzten Spieltag, etwa eineinhalb Stunden vor Spielbeginn im Volkspark – war auch die DDR vorzeitig für die nächste Runde qualifiziert. Somit ging es im deutsch-deutschen Duell nur noch um den Gruppensieg, wobei die Mannschaft der DDR dafür gewinnen musste, während der Bundesrepublik ein Remis gereicht hätte (siehe obige Tabelle).

## Das Spiel

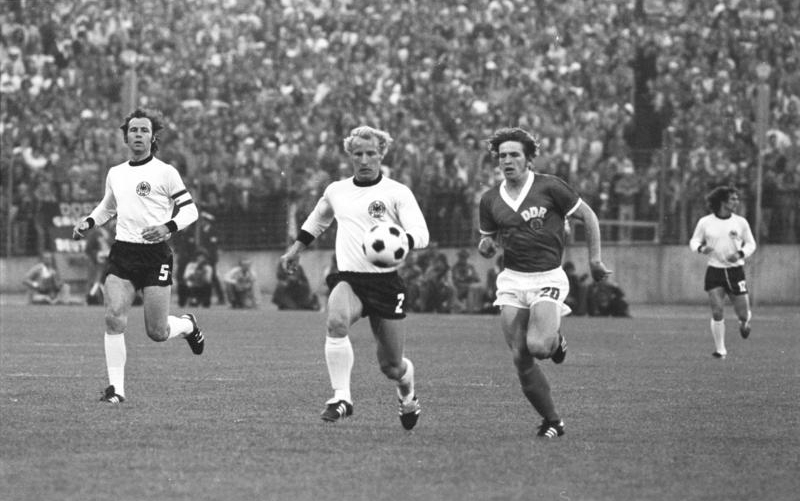
Berti Vogts im Laufduell mit Martin Hoffmann

Im Spiel am Abend des 22. Juni 1974 neutralisierten beide Mannschaften bereits früh die Angriffsbemühungen des Gegners. In der 39. Spielminute hatte die Mannschaft der Bundesrepublik ihre größte Chance, als Gerd Müller den Ball aus der Drehung gegen den Pfosten schoss. Als alle bereits mit einem torlosen Remis rechneten, nutzte Jürgen Sparwasser einen der vielen Konter. Er ließ Horst-Dieter Höttges und Berti Vogts stehen und traf zum 1:0 für die Ostdeutschen.
| BR Deutschland                                           | BR Deutschland | DDR | DDR |
| -------------------------------------------------------- | --- | --- | --- |
| BR Deutschland                                           | \| WM-3. Gruppenspiel (Gruppe I) \| \| 22. Juni 1974 um 19:30 Uhr in Hamburg (Volksparkstadion) \| \| Ergebnis: 0:1 (0:0) \| \| Zuschauer: 60.200 \| \| Schiedsrichter: Ramón Barreto ( Uruguay) 1 \| \| Spielbericht \|                   | \| WM-3. Gruppenspiel (Gruppe I) \| \| 22. Juni 1974 um 19:30 Uhr in Hamburg (Volksparkstadion) \| \| Ergebnis: 0:1 (0:0) \| \| Zuschauer: 60.200 \| \| Schiedsrichter: Ramón Barreto ( Uruguay) 1 \| \| Spielbericht \|   | DDR |
| BR Deutschland                                           | Sepp Maier Berti Vogts Paul Breitner Franz Beckenbauer Georg Schwarzenbeck (68. Horst-Dieter Höttges) Bernhard Cullmann Uli Hoeneß Wolfgang Overath (69. Günter Netzer) Jürgen Grabowski Gerd Müller Heinz Flohe Cheftrainer: Helmut Schön | Jürgen Croy Gerd Kische Bernd Bransch Konrad Weise Siegmar Wätzlich Reinhard Lauck Harald Irmscher (65. Erich Hamann) Lothar Kurbjuweit Hans-Jürgen Kreische Jürgen Sparwasser Martin Hoffmann Cheftrainer: Georg Buschner | DDR |
| BR Deutschland                                           | 0:1 Sparwasser (77.) | | DDR |
| BR Deutschland                                           | Sparwasser (27.), Croy (81.), Kreische (84.) | | DDR |
| WM-3. Gruppenspiel (Gruppe I)                            | | |     |
| 22. Juni 1974 um 19:30 Uhr in Hamburg (Volksparkstadion) | | |     |
| Ergebnis: 0:1 (0:0)                                      | | |     |
| Zuschauer: 60.200                                        | | |     |
| Schiedsrichter: Ramón Barreto ( Uruguay) 1               | | |     |
| Spielbericht                                             | | |     |

### Abschluss-Tabelle der Gruppe
| Pl. | Land           | Sp. | S | U | N | Tore    | Diff. | Punkte |
| --- | -------------- | --- | - | - | - | ------- | ----- | ------ |
| 1.  | DDR            | 3   | 2 | 1 | 0 | 004:100 | +3    | 05:10  |
| 2.  | BR Deutschland | 3   | 2 | 0 | 1 | 004:100 | +3    | 04:20  |
| 3.  | Chile          | 3   | 0 | 2 | 1 | 001:200 | −1    | 02:40  |
| 4.  | Australien     | 3   | 0 | 1 | 2 | 000:500 | −5    | 01:50  |

## Nachspiel

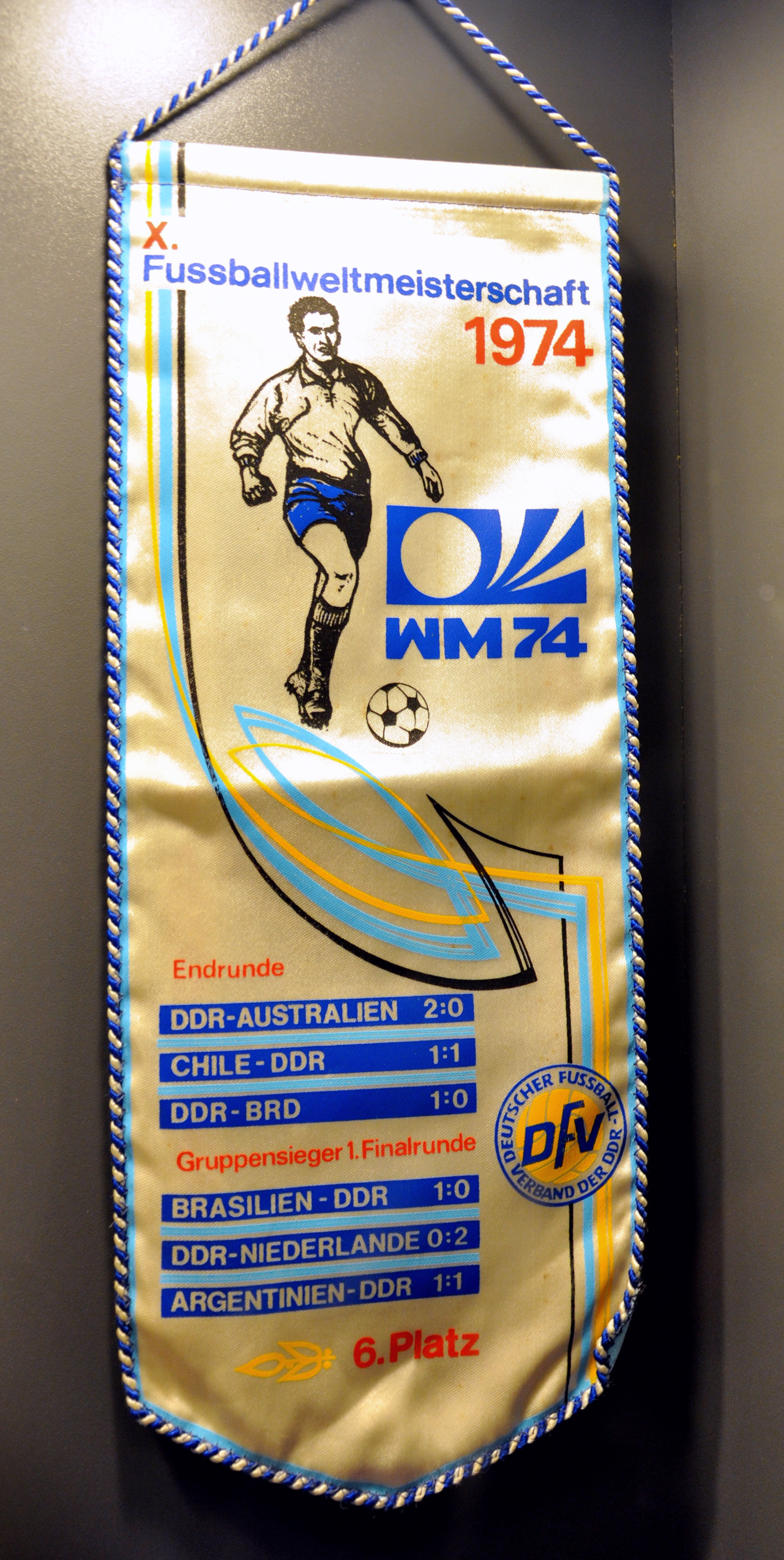
Wimpel, Spiele der DDR-Auswahl bei der WM 74, DDR-Museum Berlin

Die Mannschaft der DDR betrachtete den Sieg über die Bundesrepublik relativ nüchtern. Trainer Georg Buschner kommentierte in maßvollem Jubel: „Wir haben ein wichtiges Spiel gewonnen, mehr nicht“. Auch von offizieller Seite wurde das Spiel wenig kommentiert. Der Trikottausch musste nach dem Spiel in den Kabinen stattfinden, da DDR-Funktionäre ihn laut Aussage von Harald Irmscher „nicht so gerne“ sahen. Die Pressestimmen zum Spiel waren vor allem in den britischen Zeitungen teils politisch gefärbt. Der Sunday Telegraph kommentierte „Der Osten hält seine Mauer intakt“, The Observer sprach von einem „politischen Doppelsieg der DDR“. In der Bundesrepublik erschien die Bild am Sonntag mit der Schlagzeile „So nicht, Herr Schön!“ und sah ein „Schauspiel deutscher Teilung“.
Der überraschende Platz eins in der Vorrundengruppe erwies sich für die Mannschaft der DDR als Pyrrhussieg. In der zur WM 1974 neu eingeführten Zwischenrunde hatte sie mit Brasilien (0:1), Argentinien (1:1) und dem späteren Vizeweltmeister Niederlande (0:2) die ungleich schwereren Gegner. Für die bundesdeutsche Elf erwies sich die Niederlage gegen die DDR als heilsam. Nach einer klärenden Aussprache in der Nacht von Malente setzte sie sich mit 2:0 gegen Jugoslawien, 4:2 gegen Schweden und 1:0 in der Wasserschlacht von Frankfurt gegen Polen
durch und zog ins Finale gegen die Niederlande ein, das sie mit 2:1 gewann und somit zum zweiten Mal nach 1954 Weltmeister wurde.
Für den in der 68. Minute für Georg Schwarzenbeck eingewechselten Horst-Dieter Höttges war es der einzige Einsatz bei dieser WM und sein letztes Länderspiel. Für den in der 69. Minute eingewechselten und von den Zuschauern immer wieder geforderten Günter Netzer blieb es das einzige WM-Spiel überhaupt. Er kam danach nur noch zu zwei Einsätzen in der Qualifikation für die EM 1976. Bernhard Cullmann, der auch in den beiden anderen Spielen der 1. Finalrunde in der Mannschaft stand, wurde danach nicht mehr eingesetzt, kam aber nach der WM noch zu weiteren Länderspielen und wurde 1980 in Rom Europameister. Neun Spieler wurden auch im WM-Finale gegen die Niederlande eingesetzt.

## Trivia
Das Spiel in Hamburg sahen auch rund 1.500 Zuschauer aus der DDR. Sie waren ausnahmslos von der SED vorgeschlagen und von der Staatssicherheit monatelang überprüft worden. Unter ihnen befanden sich nach Berichten des MDR mehrere Hundert Inoffizielle Mitarbeiter des MfS. „Normale“ Fußballfans aus der DDR, die sich eigenständig um ein WM-Ticket bewarben, bekamen grundsätzlich keine Genehmigung für eine Reise in die Bundesrepublik.
Das Fußballspiel und das Ergebnis spielt eine wichtige Rolle in vielen Dokumentationen und Spielfilmen, die das Verhältnis der beiden deutschen Staaten thematisieren, z. B. im Spielfilm Küss mich, Genosse!, in dem das Spiel in eine fiktive Handlung auf der Meta-Ebene eingebunden ist. Es wird auch in der Kultserie Ein Herz und eine Seele –  Folge „Besuch aus der Ostzone“ (Farbversion von 1974) – satirisch thematisiert, noch bevor das Spiel überhaupt stattfand.
2003 ersteigerte ein Krefelder Unternehmer Sparwassers Trikot mit der Nr. 14, das dieser 1974 im Spiel gegen die DFB-Auswahl getragen hatte, und überließ es dem Bonner Haus der Geschichte, wo es seither ausgestellt ist.